# بوبكر الأخزوري
بوبكر الأخزوري هو رجل دين وسياسي تونسي.

## السيرة الذاتية
في 10 نوفمبر 2004، عين بوبكر الأخزوري في منصب وزير الشؤون الدينية في حكومة محمد الغنوشي الأولى.

في 27 ديسمبر 2005، وفي حوار له مع جريدة الصباح التونسية، قال بوبكر الأخزوري أن الحجاب الإسلامي «دخيل ونشاز ولباس طائفي» في بلاده، الأمر الذي أثار جدلا كبيرا في وسائل الإعلام العربية التي انتقدت تصريحاته. 

أيام بعد بداية الثورة التونسية، تم تعويضه بكمال عمران إثر تحوير وزاري أقيم في 29 ديسمبر 2010.

### التتبعات القضائية
بعد نجاح الثورة التونسية في 2011، تم استنطاقه في 7 يوليو 2011 في قضية شركة منتزه قمرت (أو قضية التلاعب بتذاكر الحج والعمرة). أعيد الاستماع إليه في نفس القضية في 29 يوليو الموالي. 

في 8 يونيو 2012، أصدرت دائرة الاتهام لدى محكمة الاستئناف بتونس بطاقة ايداع بالسجن في حق الأخزوري. في 8 يناير 2013، أصدرت محكمة التعقيب بتونس العاصمة قرارا بنقض بطاقة إيداع السجن الصادرة في حق الأخزوري وإطلاق سراحه، إلا أنه بقي في السجن لمدة بعد ذلك. احتجت عائلته بسبب عدم إطلاق سراحه. أطلق سراحه في 10 يوليو 2013.

## الأوسمة
- الصنف الأول من وسام 7 نوفمبر 1987 (تونس).[10]